# Welterbe in Estland
Zum Welterbe in Estland gehören (Stand 2016) zwei UNESCO-Welterbestätten, beides Stätten des Weltkulturerbes, von denen eine eine transnationale Stätte ist. Estland hat die Welterbekonvention 1995 ratifiziert, die erste Welterbestätte wurde 1997 in die Welterbeliste aufgenommen. Die bislang letzte Welterbestätte wurde 2005 eingetragen.

## Welterbestätten
Die folgende Tabelle listet die UNESCO-Welterbestätten in Estland in chronologischer Reihenfolge nach dem Jahr ihrer Aufnahme in die Welterbeliste (K – Kulturerbe, N – Naturerbe, K/N – gemischt, (G) – auf der Liste des gefährdeten Welterbes).
| Bild             | Bezeichnung                 | Jahr | Typ | Ref. | Beschreibung |
| ---------------- | --------------------------- | ---- | --- | ---- | --- |
| (weitere Bilder) | Altstadt von Tallinn (Lage) | 1997 | K   | 822  | Die Ursprünge Tallinns stammen aus dem 13. Jahrhundert, als dort durch die Kreuzritter des Deutschen Ordens eine Burg erbaut wurde. Seine spätere wichtige Stellung in der Hanse und der damit verbundene Reichtum führte zu einer Opulenz der öffentlichen Gebäude (der Kirchen im Besonderen) und einer entsprechenden Architektur der Kaufmannshäuser. |
| (weitere Bilder) | Struve-Bogen                | 2005 | K   | 1187 | Umfasst 34 besonders markierte geodätische Messpunkte entlang des Struve-Bogens in Estland, Finnland, Lettland, Litauen, Republik Moldau, Norwegen, Russland, Schweden, der Ukraine und Weißrussland. Davon sind drei in Estland: Tartu Observatorium (Lage), Katko (Lage) und Woibifer (Lage)                                                            |

## Tentativliste
In der Tentativliste sind die Stätten eingetragen, die für eine Nominierung zur Aufnahme in die Welterbeliste vorgesehen sind. 

### Aktuelle Welterbekandidaten
Derzeit (2016) sind drei Stätten in der Tentativliste von Estland eingetragen, die letzte Eintragung erfolgte 2004. Die folgende Tabelle listet die Stätten in chronologischer Reihenfolge nach dem Jahr ihrer Aufnahme in die Tentativliste.
| Bild                   | Bezeichnung                        | Jahr | Typ | Ref. | Beschreibung |
| ---------------------- | ---------------------------------- | ---- | --- | ---- | --- |
| (weitere Bilder)       | Bischofsburg von Kuressaare (Lage) | 2002 | K   | 1716 | Die Bischofsburg von Kuressaare, ehemals Arensburg, ist eine der besterhaltenen mittelalterlichen Burgen im Baltikum. Die Entscheidung über den Welterbetitel wurde 2004 vertagt und eine Erweiterung um die Stadt Kuressaare empfohlen. |
| (weitere Bilder)       | Baltischer Glint                   | 2004 | N   | 1852 | Der Baltische Glint erstreckt sich vom schwedischen Öland bis nach Estland. 250 km Küste in Estland sind für ihre Kalkformationen und Wasserfälle schützenswert. Zu den Schutzgebieten gehören: Ontika Landscape Reserve (Lage), Osmussaar (Lage), Päite (Lage), Pakri (Lage), Türisalu (Lage), Tsitre Muuksi (Lage), Udria (Lage) und Ülgase (Lage) |
| Laubwiesen von Estland | Laubwiesen von Estland             | 2004 | K/N | 1854 | Die Laubwiesen sind entstanden durch Jahrhunderte andauernde Mischnutzung von Wäldern und traditioneller Landwirtschaft. Zu der Nominierung gehören acht Laubwiesen: Halliste (Lage), Kalli-Nedrema (Lage), Koiva (Lage), Laelatu (Lage), Loode (Lage), Mäepea (Lage) und Tagamoisa (Lage).                                                          |

### Ehemalige Welterbekandidaten
Diese Stätten standen früher auf der Tentativliste, wurden jedoch wieder zurückgezogen oder von der UNESCO abgelehnt. Stätten, die in anderen Einträgen auf der Tentativliste enthalten oder Bestandteile von Welterbestätten sind, werden hier nicht berücksichtigt.
| Bild                       | Bezeichnung                       | Jahr      | Typ | Ref. | Beschreibung |
| -------------------------- | --------------------------------- | --------- | --- | ---- | --- |
| Die Kaali-Meteoritenkrater | Die Kaali-Meteoritenkrater (Lage) | 1996–2003 | N   |      | |
| Nationalpark Karula        | Nationalpark Karula (Lage)        | 1996–2003 | N   |      | |
| Westestnischer Archipel    | Westestnischer Archipel (Lage)    | 1996–2003 | N   |      | |
| Nationalpark Soomaa        | Nationalpark Soomaa (Lage)        | 2004–2012 | N   | 1853 | Seine vier großen Moore Kuresoo, Valgeraba, Kikepera und Öördi liegen im Einzugsgebiet des Flusses Pärnu, bei Überflutung kann sich das Gebiet auf eine maximale Fläche von 110 km² ausdehnen. |